# پالایش

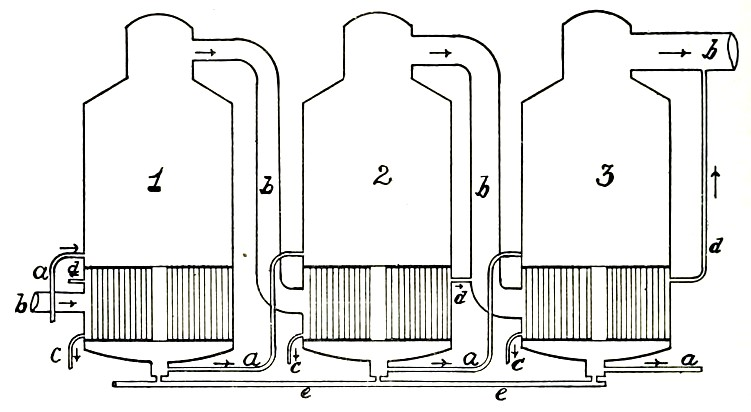
پالایش

پالایش (که با آن پالودن نیز می‌گویند) در لغت به معنی جداکردن و صاف کردن است و به فرایند خالص‌سازی یا جداسازی مواد خام طبیعی گفته می‌شود. این کار معمولاً در پالایشگاه یا کارخانه‌های ویژه انجام می‌گیرد. اصطلاح پالایش غالبا در مورد مواد خام طبیعی به کار می‌رود که به خودی خود قابلیت استفاده دارند، اما طی فرایند پالایش و خالص‌سازی موارد استفاده بیشتر و بهینه‌تری خواهند یافت.
پالایش مایعات معمولاً به طرق گوناگونی چون تصفیه و تقطیر صورت می‌گیرد. گازها را نیز می‌توان به همین ترتیب و به کمک عمل‌های تبرید و تراکم، پالایش نمود.
بسیاری از جامدات را می‌توان با روش کشت بلور در محلول ماده ناخالص، پالایش نمود.
موادی که غالبا نیاز به پالایش دارند عبارتند از:
- فلزات
- نفت خام
- گاز طبیعی
- سیلیکون
- شکر
- نمک خوراکی
- روغن نباتی

## منبع
- مشارکت‌کنندگان ویکی‌پدیا. «Refining». در دانشنامهٔ ویکی‌پدیای انگلیسی، بازبینی‌شده در ۲۸ ژوئن ۲۰۱۰.